# Браунёдер, Маттиас
Маттиас Браунёдер (нем. Matthias Braunöder; 27 марта 2002) — австрийский футболист, полузащитник клуба «Комо».

## Клубная карьера
С 2009 по 2011 год тренировался в детской команде «Зиглес»; с 2011 года выступал в футбольной академии клуба «Аустрия (Вена)». В июне 2019 года подписал с клубом профессиональный контракт. 26 января 2021 года дебютировал в австрийской Бундеслиге в матче против клуба «Адмира Ваккер Мёдлинг». В мае 2022 года Браунёдер был признан лучшим «новичком сезона» в австрийской Бундеслиге.

## Карьера в сборной
Выступал за сборные Австрии до 15, до 16, до 17, до 18 лет и до 21 года. Был капитаном сборной Австрии до 17 лет на юношеском чемпионате Европы 2019 года.